# Rhabdodendron
Rhabdodendron ist die einzige Gattung der Familie der Rhabdodendraceae in der Ordnung der Nelkenartigen (Caryophyllales) innerhalb der Bedecktsamigen Pflanzen. Die etwa drei Rhabdodendron-Arten kommen im tropischen Südamerika nur in jeweils kleinen Arealen im nördlichen Brasilien, Französisch-Guayana, Suriname und Guyana vor.

## Beschreibung

### Vegetative Merkmale
Rhabdodendron-Arten sind immergrüne, kleine Bäume oder große Sträucher. Die Siebröhren-Plastiden sind vom P-Typ. Es sind kurz gestielte, gefranste, schildförmige Haare (Trichome) vorhanden.
Die wechselständig an den Zweigen angeordneten Laubblätter sind sehr groß und in Blattstiel sowie Blattspreite gegliedert. Die Blattstiele sind relativ breit. Die einfachen und ledrigen Blattspreiten besitzen einen glatten, zurückgebogenen Blattrand und eine undeutlich punktierte Blattoberfläche. Nebenblätter sind keine vorhanden oder fallen früh ab.

### Blütenstände und Blüten
Seitenständig werden verzweigte Gesamtblütenstände aus zymöse oder traubige Teilblütenständen gebildet. Trag- und Deckblätter sind klein oder zu Schuppen reduziert.
Die zwittrigen, radiärsymmetrischen Blüten sind fünfzählig mit doppelter Blütenhülle (Perianth). Der Blütenbecher (Hypanthium) ist kurz, breit und etwas konkav. Die fünf kurzen Kelchblätter sind mehr oder weniger stark verwachsen. Die fünf Kronblätter sind kelchblattähnlich, relativ dick und fallen meist früh ab. In mehr oder weniger drei Kreisen stehen 25 bis 50 freie, fertile Staubblätter. Die kurzen, flachen Staubfäden bleiben noch erhalten wenn die Staubbeutel abfallen. Die Staubbeutel sind relativ lang. Die dreizelligen Pollenkörner besitzen meist drei, selten vier Aperturen und sind colporat. Es ist nur ein kugeliges, oberständiges Fruchtblatt vorhanden. Je Fruchtblatt ist meist nur eine basale, campylotrope, unitegmische Samenanlage vorhanden. Der von der Basis einer Seite des Fruchtblattes ausgehende, lange, ziemlich dicke Griffel endet in einer stark verlängerten Narbe.

### Früchte und Samen
Die Steinfrucht ist vom Kelch und einem angeschwollen oberen Teil des Fruchtstieles umgeben und enthält einen Samen. Der Same ist nieren- bis kugelförmig. Der gut entwickelte, grüne Embryo ist gekrümmt mit zwei großen, dicken, fleischigen Keimblättern (Kotyledonen).

### Inhaltsstoffe und Chromosomensätze
Sie enthalten Ellagsäure. Die Siebröhren-Plastide enthalten kristalloide Proteine und Stärke. Lysigene Sekretbehälter enthalten Harze. Zellen enthalten Silikatkörper.
Die Chromosomengrundzahl beträgt x = 10.

## Systematik
Die Erstbeschreibung erfolgte 1853 als Lecostomon durch Richard Spruce in George Bentham: Hooker's Journal of Botany and Kew Garden Miscellany, Volume 5, Seite 296. Der Gattungsname Rhabdodendron wurde 1905 von Ernest Friedrich Gilg und Robert Knud Friedrich Pilger in Verhandlungen des Botanischen Vereins für die Provinz Brandenburg und die Angrenzenden Länder, Band 47, Seite 152 veröffentlicht. Früher wurde die Gattung Rhabdodendron bei den Rosales oder Rutales (Takhtajan 1997) in die Familien Chrysobalanaceae, Phytolaccaceae oder Rutaceae eingeordnet. Es wurde eine Tribus Rhabdodendron Huber in Boletim do Museu Paraense Emílio Goeldi, 5, 1909, 425 oder eine Unterfamilie Rhabdodendroideae Engl. in Engler und Prantl: Die natürlichen Pflanzenfamilien …, 2. Auflage, Band 19 a, 1931, Seite 213–357 aufgestellt. Die Familie der Rhabdodendraceae wurde 1968 von Ghillean Tolmie Prance in Bulletin du Jardin botanique de l'État à Bruxelles, 38, Seite 141–142 aufgestellt. Die Stellung der Rhabdodendraceae innerhalb des Kladogramms der Ordnung der Caryophyllales wird noch diskutiert.
Die Familie Rhabdodendraceae enthält nur die eine Gattung Rhabdodendron mit drei (zwei bis vier) Arten:
- Rhabdodendron amazonicum Spruce ex Benth. Huber (Syn.: Lecostemon amazonicum Spruce ex Benth., Lecostomon sylvestre Gleason, Lecostemon crassipes Spruce ex Benth., Rhabdodendron crassipes (Spruce ex Benth.) Huber, Rhabdodendron arirambae Huber, Rhabdodendron duckei Huber, Rhabdodendron longifolium Huber, Rhabdodendron paniculatum Huber, Rhabdodendron sylvestre (Gleason) Maguire):[1] Dieser kleine Baum erreicht eine Wuchshöhe von maximal 15 Metern und ist häufig im tropischen Regenwald der „Terra Firme“ des Amazonasbeckens von der Manaus-Region ostwärts bis zur Para-Maranhao-Grenze und nordwärts bis in die drei Guyana-Staaten.
- Rhabdodendron gardnerianum (Benth.) Sandwith (Syn.: Lecostomon gardnerianum Benth.): Sie kommt in Brasilien in Tocantins und nordöstlichen Bahia vor.[1]
- Rhabdodendron macrophyllum (Spruce ex Benth.) Huber (Syn.: Lecostemon macrophyllum Spruce ex Benth., Rhabdodendron columnare Gilg & Pilg.): Dieser bis zu 3 Meter Wuchshöhe erreichende Strauch ist nur in den Weißsandgebieten im nördlichen Brasilien häufig nur in der nahen Umgebung von Manaus und östlich des Flusses Trombetas.[1]